# Ruse
Ruse (bugarski: Русе) je peti grad po veličini u Bugarskoj sa 175 600 stanovnika. Grad se nalazi u sjeveroistočnom dijelu zemlje, na desnoj obali rijeke Dunava, nasuprot rumunjskog grada Giurgiua. Udaljen je 300 km od Sofije i 200 km. od Crnomorske obale. Ruse je najznačajnija bugarska dunavska luka, koja je značajno središte trgovine i transporta.
Grad Ruse je poznat po svojoj neobaroknoj i neorokoko arhitekturi s prijelaza stoljeća (19. st. - 20. st.), koja privlači brojne turiste. Most prijateljstva Giurgiu-Ruse preko Dunava je jedini most u tom dijelu zemlje.

## Povijest

### Od antike do srednjeg vijeka
Današnji grad Ruse je nastao iz tračkog naselje koje je postojalo od 3. do 2. tisućljeća pr. Kr. Iskopavanja su otkrila nekoliko slojeva naselja, sugerirajući da je naselje bilo napadnuto od susjednih plemena i pretrpilo neke prirodne katastrofe. Pronađena su svetišta u blizini, s puno kipića idola boginja plodnosti. Starije tračko naselje kasnije se razvilo u rimski vojno i mornaričko središte za vrijeme vladavine Vespazijana (69. – 70.) u sklopu obrambenog sustava duž sjeverne granice rimske provincije Mezije. Rimsko ime naselja, Sexaginta Prista, govori da je to grad od 60 brodova (od latinskog: sexaginta - "60" i grčki: pristis - poseban tip obrambenog broda), čiji su dokovi bili u blizini.
Utvrda Sexaginta Prista je bila smještena na glavnoj prometnici između Singidunuma (današnji Beograd) i Delte Dunava, u 6. su je stoljeću razorili Avari i slavenska plemena. Mađarski povjesničar Felix Philipp Kanitz je prvi povezao rimsku Sexagintu Pristu s Rusem, a braća Škorpil, su kasnijim studijem natpisa, kovanica, grobnicama, i predmetima svakodnevnog života, potvrdili tu tezu. 

### Za Drugog Bugarskog Carstva i Otomanskog Carstva
U 13. i 14. stoljeću, za vrijeme Drugog Bugarskog Carstva, utvrđeno naselje Rusi (zvano i Goljamo Jorgovo; bugarski: Голямо Йоргово), prvi put se spominje 1380., koje je podignuto u blizini ruševina ranijeg rimskog grada. Vremenom je to naselje ojačalo svoju poziciju kao važno trgovačko središte sa zemljama na drugoj strani Dunava, sve dok nije potpalo pod osmansku vlast 1388. godine.
Za vrijeme otomanske vladavine, grad je razoren 1595. iz odmazde poslije neuspjelog pokušaja oslobođenja zajedničke vlaško-bugarske ustaničke vojske na čelu s Mihajlom Hrabrim. Nakon obnove grada Ruse je prezvan Rusçuk (turska riječ za malo Ruse). Ponovno je proširen u veliku utvrdu u 18. stoljeću. Vremenom je postao jedna od najvažnijih otomanskih utvrda na Dunavu i upravno središte Tuna vilajeta, čija se vlast protezala do Varne, Tulcee, Sofije i Niša.
U 19. st. Ruschuk je postao mjesto intenzivne trgovine između tri carstva, u gradu su otvoreni konzulati Austro-Ugarske, Rusije, Velike Britanije, Francuske i Italije. U gradu je tiskane prve novine na bugarskom jeziku - Dunav.

### U oslobođenoj Bugarskoj
Nakon oslobođenja od otomanske vlasti 20. veljače 1878., Ruse je postao jedno od ključnih gospodarskih i kulturnih središta u zemlji, sjedište bugarske brodogradnje. Grad se počeo ubrzano modernizirati, ubrzana je izgradnja grada u srednjoeuropskom duhu, osnivane su mnoge institucije i ustanove. Grad se i gospodarski uzdigao, tako da se to odrazilo i težnjama u gradnji. 
Sve fasade kuća po glavnim ulicama grad Rusea moraju imati bogate kamene ukrase s plastičnom dekoracijom, bio je zahtjev Pravilnika o konstrukcijama privatnih zgrada iz 1893. god., koji je izdala Općina Ruse.
Između Prvog svjetskog rata i Drugog svjetskog rata nakon što je Južna Dobrudža (i grad Ruse ) pripojena Rumunjskoj, gospodarski značaj grada se smanjio. Smanjio se i broj stanovnika,  tako da Ruse više nije bio drugi po veličini grad u Bugarskoj, već Plovdiv, a brzo je rasla i Varna. Mnoge velike tvrtke su otišle iz grada kao i svi strani konzulati, osim ruskog.

### Za vrijeme Drugog svjetskog rata i komunističke vladavine
Povratak Južne Dobrudže u okvir Bugarske od rujna 1940. povoljno je utjecao na grad.  Postao je regionalno središte, i gospodarska aktivnost je oživjela. Nakon gradnje Mosta prijateljstva Giurgiu - Ruse 1954. i brze industrijalizacije, grad je ušao u novu etapu razvoja. Podignuti su pogoni; strojarske, kemijske, i elektro industrije, podignuta je velika luka, i grad je postao sveučilišno središte.

### Nakon pada komunizma
Tijekom 1990-ih, globalna gospodarska kriza u Bugarskoj pogodila je i Ruse. Većina velikih tvrtki smanjila je proizvodnju ili propala, tako da je porasla nezaposlenost.
To je povećalo emmigraciju i stanovništvo grada se smanjilo. Od 2000., traje pozitivna atmosfera i grad polako vraća svoj bivši status. 

## Kultura
Grad ima dobro razvijen kulturni život, Ruse ima Filharmoniju i Državnu Operu (osnovanu1949.). 

U Ruseu je živjela značajna židovska zajednica, sinagoga je podignuta 1797. (izgorjela je u požaru 1810., umjesto nje podignute su dvije 1826. i 1852.

## Poznati građani
- Elias Canetti, dobitnik Nobelove nagrade za književnost 1981.
- Albert Aftalion (1874. – 1956.), francuski ekonomist i teoretičar ekonomije
- Veselin Topalov, svjetski šahovski, prvak 2005. – 2006. FIDE
- Alemdar Mustafa Paša Turski veliki vezir

## Gradovi prijatelji
- Volgograd, Rusija
- Saint-Ouen, Francuska
- Giurgiu, Rumunjska
- Peristeri, Grčka
- Huainan, Kina
- Trogir, Hrvatska

## Vanjske poveznice
- Službene stranice grada